# Mistrzostwa Afryki w Judo 2017
Mistrzostwa Afryki w judo rozegrano w Antananarywie na Madagaskarze w dniach 14–16 kwietnia 2017 roku.

## Klasyfikacja medalowa
| Miejsce | Państwo                  |    |    |    | Razem |
| ------- | ------------------------ | -- | -- | -- | ----- |
| 1       | Algieria                 | 7  | 5  | 6  | 18    |
| 2       | Tunezja                  | 3  | 5  | 1  | 9     |
| 3       | Egipt                    | 2  | 2  | 6  | 10    |
| 4       | Maroko                   | 2  | 0  | 4  | 6     |
| 5       | Kamerun                  | 1  | 1  | 5  | 7     |
| 6       | Gwinea Bissau            | 1  | 0  | 0  | 1     |
| 7       | Senegal                  | 0  | 1  | 6  | 7     |
| 8       | Gambia                   | 0  | 1  | 0  | 1     |
| .       | Mauritius                | 0  | 1  | 0  | 1     |
| 10      | Wybrzeże Kości Słoniowej | 0  | 0  | 2  | 2     |
| 11      | Angola                   | 0  | 0  | 1  | 1     |
| .       | Południowa Afryka        | 0  | 0  | 1  | 1     |
| Razem   | Razem                    | 16 | 16 | 32 | 64    |

## Wyniki[2]

### Mężczyźni
| Waga    | Złoto:            | Srebro:             | Brąz:                                    |
| -60 kg  | Fraj Dhouibi      | Mohamed Rebahi      | Mohamed Yafi Yassine Moudatir            |
| -66 kg  | Hud Zurdani       | Wail Ezzine         | Ahmad Abd ar-Rahman Siyabulela Mabulu    |
| -73 kg  | Mohamed Mohyeldin | Faye Njie           | Oussama Djeddi Omar Mahmoud              |
| -81 kg  | Mohamed Abdelaal  | Abdelaziz Ben Ammar | Ali Hazem Saliou Ndiaye                  |
| -90 kg  | Oussama Snoussi   | Dieudonne Dolassem  | Hatem Abd el Akher Abderrahmane Benamadi |
| -100 kg | Iljas Bu Jakub    | Ramadan Darwish     | Koffi Krémé Kobena Baboukar Mane         |
| +100 kg | Nadjib Temmar     | Maisara Al-Nagar    | Mohamed El Mehdi Lili Mbagnick Ndiaye    |
| open    | Nadjib Temmar     | Mbagnick Ndiaye     | Dieudonne Dolassem Maisara Al-Nagar      |

### Kobiety
| Waga   | Złoto:            | Srebro:              | Brąz:                                        |
| -48 kg | Taciana Cesar     | Olfa Saoudi          | Aziza Chakir Philomène Bata                  |
| -52 kg | Meriem Moussa     | Christianne Legentil | Faïza Aissahine Ikram Sukat                  |
| -57 kg | Ghofran Khelifi   | Ratiba Tariket       | Zouleiha Abzetta Dabonne Diassonema Mucungui |
| -63 kg | Sofia Belatar     | Meriem Bjaoui        | Hélène Wezeu Dombeu Amina Belkadi            |
| -70 kg | Assmaa Niang      | Imen Aguar           | Nihel Landolsi Souad Bellakehal              |
| -78 kg | Kaouthar Ouallal  | Sarra Mzougui        | Georgette Sagna Audrey Njepang               |
| +78 kg | Sonia Asselah     | Sahar Trabelsi       | Monica Sagna Hortence Atangana               |
| open   | Hortence Atangana | Sonia Asselah        | Kariman Shafik Monica Sagna                  |